# Entering Heaven Alive
Entering Heaven Alive è il quinto album in studio da solista del musicista statunitense Jack White, pubblicato il 22 luglio 2022 dalla Third Man Records.

## Tracce
Testi e musiche di Jack White.
1. A Tip from You to Me – 2:42
2. All Along the Way – 3:52
3. Help Me Along – 4:46
4. Love Is Selfish – 2:52
5. I've Got You Surrounded (With My Love) – 4:24
6. Queen of the Bees – 2:30
7. A Tree on Fire from Within – 2:59
8. If I Die Tomorrow – 2:59
9. Please God, Don't Tell Anyone – 4:00
10. A Madman from Manhattan – 4:26
11. Taking Me Back (Gently) – 4:36

## Formazione
- Jack White – voce (tutte le tracce), chitarra acustica (1–4, 8–11), percussioni (1, 2, 6, 7), batteria (2, 7, 8, 10), chitarra elettrica (2, 5, 8), basso (2, 4, 7, 8), ukele bass (2), organo Hammond (2), vibrafono (3), piano elettrico Wurlitzer (3), percussioni addizionali (3, 5), drum machine (5), Mellotron M4000D (6), Hammond Solovox (6), piano (7), analog Mellotron (8), Septavox sintetizzatore (8)
- Ben Swank – batteria (1, 9)
- Dominic Davis – basso (1, 5, 9), upright bass (6, 11)
- Mark Watrous – piano (1), tastiera (3), Wurlitzer piano (9)
- Olivia Jean – Tic-Tac bass guitar (2), chitarra elettrica (2), percussioni (3), shakers (11)
- Patrick Keeler – batteria (3, 6, 11)
- Fats Kaplin – violino (3, 11), viola (3)
- Dean Fertita – Wurlitzer piano (3)
- Cory Younts – live piano (3), piano (11)
- Quincy McCrary – piano (3, 5, 9, 10)
- Pokey LaFarge – chitarra acustica (3, 11)
- Daru Jones – batteria (5)
- Dan Mancini – chitarra acustica (6)
- Jack Lawrence – basso (10)

## Classifiche
| Classifica (2022) | Posizione raggiunta |
| ----------------- | ------------------- |
| Australia         | 43                  |
| Regno Unito       | 4                   |
| Stati Uniti       | 9                   |